# Автоматизация на технологични процеси
Автоматизация на технологичен процес е съвкупност от методи и средства, предназначена за реализиране на система или системи, позволяващи да се осъществи управление на технологичните процеси без непосредствено участие на човек, или оставяйки на човек правото за взимане на най-отговорните решения.
Като правило, в резултат на автоматизацията на технологичен процес се създава АСУ ТП.
Основата на автоматизацията на технологичените процеси е преразпределението на материални, енергийни и информационни потоци в съответствие с приети критерии за управление (оптималност).

## Цели на автоматизацията
Основни цели на автоматизацията на технологичните процеси са:
- Повишаване на ефективността на производствения процес.
- Повишаване на безопасността.
- Повишаване на екологичността.
- Повишаване на икономичността.

## Задачи на автоматизацията и тяхното решение
Целите се достигат посредством решаване на следните задачи на автоматизацията на технологичния процес:
- Подобряване на качеството на регулиране
- Повишаване на коефициента на готовност на оборудването
- Подобряване на ергономиката на труда на операторите на процеса
- Осигуряване на достоверност на информацията за материалните компоненти, използвани в произвоството (в т.ч. с помощта на Управление чрез каталог)
- Съхраняване на информация за протичането на технологичния процес и аварийните ситуации

Решението на задачите на автоматизацията на технологичния процес се осъществява с помощта на:
- внедряване на съвременни методи на автоматизация;
- внедряване на съвременни средства за автоматизация.

Автоматизацията на технологичните процеси в рамките на един производствен процес позволява да се организира основа за внедряване на системи за управление на производството и системи за управление на предпиятието.
Според подходите има автоматизация на следните технологични процеси:
- Автоматизация на непрекъснати технологични процеси (Process Automation)
- Автоматизация на дискретни технологични процеси (Factory Automation)
- Автоматизация на хибридни технологични процеси (Hybrid Automation)